# Desempleo en México
El desempleo en México se refiere al número de personas económicamente activas que no tienen empleo pese a estar dispuestas a ello y emprender una búsqueda del mismo sin lograrlo.

## Historia
El desempleo en México es uno de los problemas sociales graves que se viven en ese país, siendo esto uno de los factores asociados directamente a situaciones como la pobreza y a la migración masiva a los Estados Unidos, principalmente por las diferencias salariales entre estos dos países. Es a partir de los años 70 cuando comienza en el país una medición estadística confiable del desempleo.
En la década de 1980 con la puesta en marcha de la política neoliberal y su administración económica —basada esencialmente en una desregulación y liberalización de la economía y la apertura de México a la economía global mediante una reducción arancelaria drástica—impactaron directamente en el desempleo sobrepasando el 4% histórico de los años anteriores a superar por primera vez en 1980 el 6% de desocupación. No sólo se contabilizó el impacto en dicha tasa sino en la reducción de trabajadores asalariados del 83.4% en 1982 a 76.2% en 1985 y en el incremento de personas integradas a la economía informal.
En la década de los 2000 a pesar del decrecimiento de la Población Económicamente Activa (PEA) y las oleadas migratorias el país no logró crear los empleos suficientes acordes al crecimiento demográfico, estimándose por el INEGI en un millón cien mil.

## Medición
En México uno de los instrumentos para medir las diferentes dimensiones del desempleo en México es la Encuesta Nacional de Ocupación y Empleo (ENOE) hecha por el Instituto Nacional de Estadística y Geografía (INEGI).

### El desempleo desde 1990
| Gráfica de evolución de la tasa de Desempleo en México entre 1991 y 2016 |
|                                                                          |
| Tasa de desempleo (1990-2024) según en INEGI                             |